# Врана

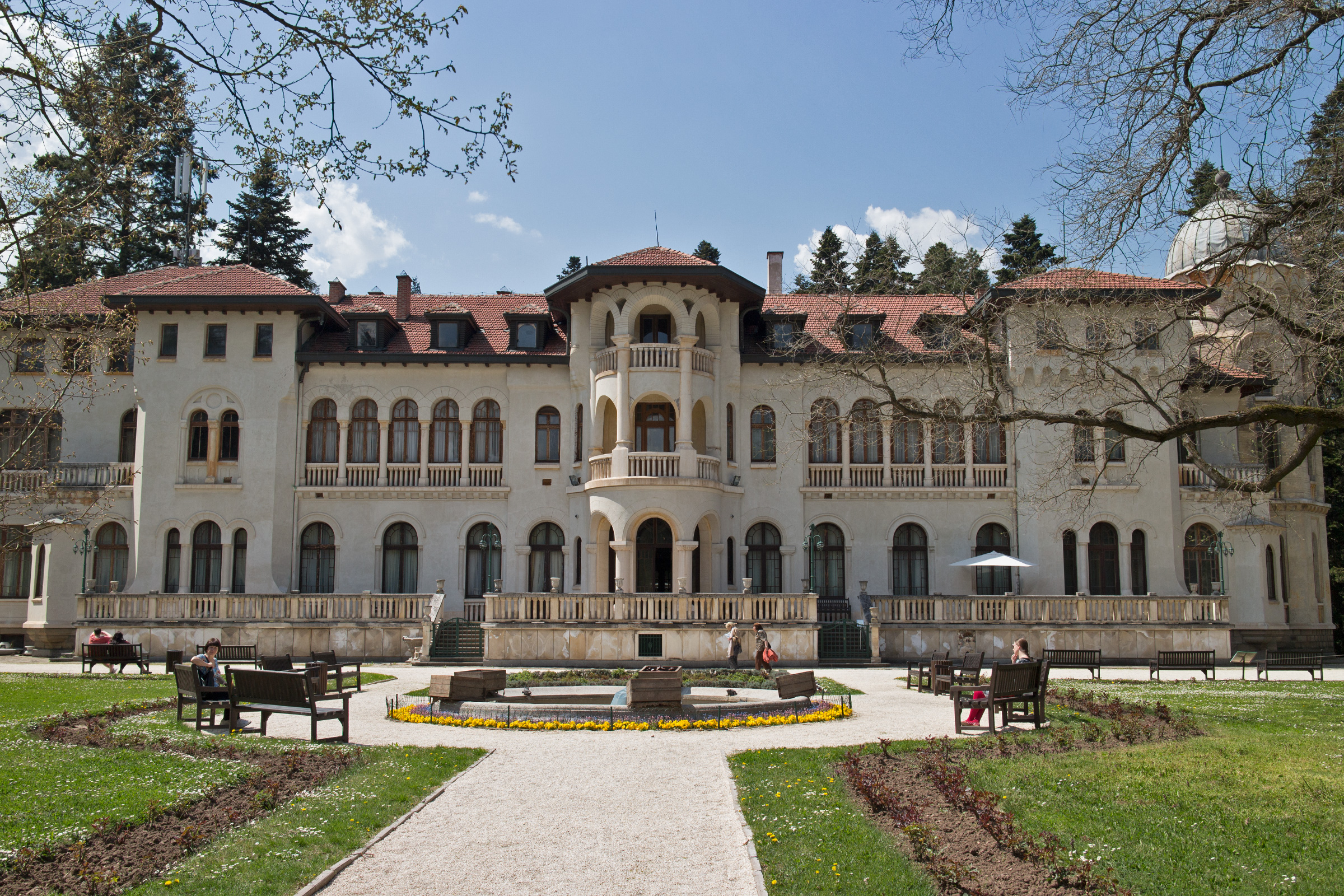
Палац Врана, 2015

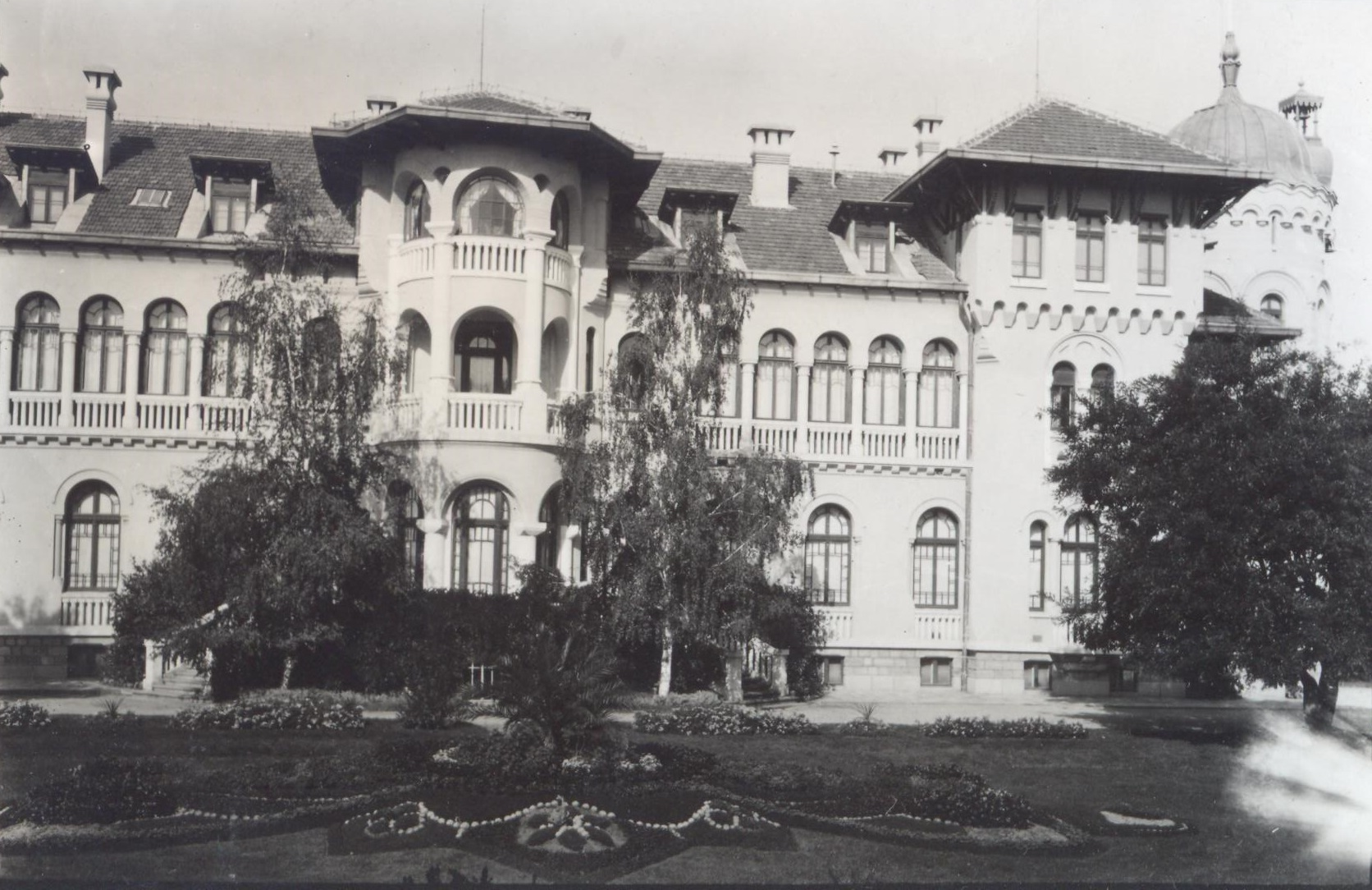
Палац Врана

Врана — неофіційна резиденція болгарських монархів на околиці Софії, яка складається з парку, двоповерхового мисливського будиночка (1904) й палацу (1909–1914), що вільно сполучає елементи різних історичних стилів з переважанням венеційсько-далматійських мотивів. В одній із зал вся обшивка й меблі виконані з карельської берези — це подарунок російського царя.
Перед самим завершенням Другої світової війни палац постраждав від союзницьких бомбардувань, але був поспіхом відновлений як резиденція Георгія Димитрова. В парку таємно перепоховали тіло царя Бориса III; після падіння комуністичного режиму його серце було ексгумовано й перенесено до Рильського монастиря.
1998 року Конституційний суд постановив повернути палац колишньому царю Симеону Саксен-Кобург-Готському. З 2002 року Симеон проживає в мисливському будинку, збудованому його дідом Фердинандом I.